# Gino Rea
Gino Daniel Rea (ur. 18 września 1989 w Londynie) – angielski motocyklista o włoskim pochodzeniu.

## Kariera
Do MMŚ Gino Rea dostał się w 2012, wtedy to otrzymał szansę ścigania się u Włocha, Fuasto Gresiniego i jego zespole, Gresini Racing, wcześniej imponował formą w seriach Superstok (tytuł mistrza) i World Supersport. Porzucając stare przyzwyczajenia i przenosząc się do innych mistrzostw, Rea dosiadał motocykla z ramą Moriwaki, jego partnerem zespołowym był Ratthapark Wilairot, wraz z postępem sezonu Anglik postanowił zamienić starą ramę na tę od Sutera, jego najlepszym wynikiem była 3 lokata w Malezji (przy mocno padającym deszczu), ale to nie wystarczyło, aby zachować swoją pozycję u Gresiniego.
Nie mogąc podpisać kontraktu z żadnym zespołem kategorii Moto2, Gino postanowił zorganizować zbiórkę pieniędzy, aby móc opłacić swój własny team, akcja przyniosła wymierny skutek, a Rea wziął udział w kilku wyścigach jednocześnie zaliczając kilka występów dla Argiñano & Gines Racing. W 2014 znowu musiał walczyć o fundusze na starty, co mu się udało. W tym sezonie tylko 2 razy zapunktował i został sklasyfikowany na końcu stawki.
W 2019 Roku został zaprezentowany przez Wójcik Racing Team jako kierowca podczas zawodów Endurance World Championship na motocyklu klasy Superbike.

## Statystyki
| Sezon | Klasa | Motocykl | 1       | 2      | 3      | 4       | 5       | 6      | 7      | 8      | 9      | 10      | 11      | 12      | 13     | 14     | 15     | 16     | 17      | 18     | Poz | Pkt |
| ----- | ----- | -------- | ------- | ------ | ------ | ------- | ------- | ------ | ------ | ------ | ------ | ------- | ------- | ------- | ------ | ------ | ------ | ------ | ------- | ------ | --- | --- |
| 2012  | Moto2 | Moriwaki | QAT 26  | SPA 15 | POR 28 |         |         |        |        |        |        |         |         |         |        |        |        |        |         |        | 20  | 25  |
| 2012  | Moto2 | Suter    |         |        |        | FRA Ret | CAT Ret | GBR 24 | NED 21 | GER 17 | ITA 19 | IND 19  | CZE 23  | RSM Ret | ARA 21 | JPN 24 | MAL 2  | AUS 20 | VAL 12  |        | 20  | 25  |
| 2013  | Moto2 | FTR      | QAT     | AME    | SPA    | FRA NC  | ITA     | CAT    | NED 24 | GER 23 | IND    | CZE Ret | GBR Ret | RSM 21  | ARA 17 |        |        |        | VAL 19  |        | 26  | 4   |
| 2013  | Moto2 | Speed Up |         |        |        |         |         |        |        |        |        |         |         |         |        | MAL 17 | AUS 14 | JPN 14 |         |        | 26  | 4   |
| 2014  | Moto2 | Suter    | QAT Ret | AME 25 | ARG 30 | SPA 26  | FRA 19  | ITA 21 | CAT 22 | NED 11 | GER 25 | IND 25  | CZE 26  | GBR 20  | RSM 22 | ARA 17 | JPN 14 | AUS 21 | MAL Ret | VAL 24 | 27  | 7   |